# جاستن ماركس
جاستن ماركس (بالإنجليزية: Justin Marks)‏ هو سائق سيارة سباق أمريكي، ولد في 25 مارس 1981 في سانت لويس في الولايات المتحدة.

## وصلات خارجية
- الموقع الرسمي
- جاستن ماركس على موقع Racing-Reference.info (الإنجليزية)